# 야오첸위
야오첸위(중국어: 姚芊羽, 병음: Yáo Qiānyǔ, 한자음: 요천우, 1979년 12월 3일~)는 중화인민공화국의 배우이다.

## 작품 목록

### 드라마
- 2014년 동방 위성 텔레비전 몽상극장 《대당가》 - 탕란 역
- 2014년 베이징 텔레비전 품질극장 《미려배후》 - 린메이쉬안 역
- 2018년 저장 위성 텔레비전 중국람극장 《막사과행동》 - 자오잉 역
- 2021년 후난위성텔레비전 금응독파극장 《이상조요중국》 - 아초의 어머니 역
- 2022년 유쿠 웹드라마 《아규류금봉》 - 태후 역